# Мики Спилейн
Мики Спилейн (на английски: Mickey Spillane) е американски писател на криминални романи, известен предимно със знаковия за творбите му образ на детектива Майк Хамър.

## Биография
Франк Морисън „Мики“ Спилейн е роден на 9 март 1918 г. в Бруклин, Ню Йорк, САЩ, и отгледан в Елизабет, Ню Джърси, е единствен син на Джон Джоузеф Спилейн и Катрин Спилейн. Спилейн е със смесен произход – ирландски от страна на баща му и шотландски от тази на майка му.
Започва да пише още от дните си в гимназията „Еразмус“. За кратко продължава образованието си в щатския колеж Форт Хейс в Канзас и е бил отличен плувец. Работил в широко разнообразие от сфери – от спасител до цирков изпълнител. Спилейн се е занимавал още със списването на комикс книги със сюжети за героите – Капитан Марвел, Батман, Супермен, Капитан Америка и много други.
Мики Спилейн се присъединява към американската армия в деня след атаката над Пърл Харбър. През периода до 1940 г. той успява да се изяви като опитен летец и бива преместен във военната база в Гринууд, Мисисипи, където заема поста на военен инструктор. Там се запознава и с първата си съпруга – Мери Ан Пиърс. Мики Спилейн е имал три брака, но само от своя първи брак има четири деца.

## Творчество
След войната Спилейн решава да припечели, за да закупи къща и да поддържа семейството, залагайки на таланта си в писането. Тогава и прави първия си пробив в литературната сфера. Първата му книга „Аз съм съдът“, издадена през 1946 г., в която той представя коравия Майк Хамър има неочакван успех и се превръща в бестселър с тиражи в повече от шест милиона копия.
Въпреки че книгите му са изпълнени с откровена смесица от секс и насилие, спечелили на Спилейн неблагосклонността на критиката, те успяват да спечелят благоволението на публиката. След нея той създава още 12 романа за Хамър, чиято продажба достига 100 милиона копия. Част от заглавията са „Убиецът“, „Ловците на жени“ и „Една самотна нощ“. Много от тези книги са филмирани, включително и „Целуни ме убийствено“ и „Ловци на момичета“, в чиито екранизации участва и самият Спилейн. Историята за Майк Хамър също е филмирана в телевизионните серии „Майк Хамър на Мики Спилейн“. В романите за Хамър има двама характерни героя – Пат, честният, но муден полицай, и Велда, преданата секретарка на Майк. Както много жени в живота на Хамър, Велда е красавица, която изгаря за любов.
До края на XX век много от неговите романи не са се издавали и са били трудни за откриване. През 2001 г. Новата американска библиотека започва да ги преиздава. Критиците не са харесвали много Спилейн. Той твърди, че не се интересува от публичните представяния. Спилейн е смятал себе си за „писател, което е различно от автор, защото писателят е човек, чиито книги се продават“. „Това е работа, която носи приходи. Славата никога не е била нещо специално за мен, освен да ми носи пари и да ми осигурява добър живот“ (2001 г.).
Спилейн продължава да пише до последния си дъх на 17 юли 2006 г., на 88 години, когато умира в дома си от рак на панкреаса. Седмица преди смъртта си Мики Спилейн поверява почти завършения си ръкопис „Костта на Голиат“ на своя партньор в работата, автора на „Пътят към гибелта“ Макс Алън Колинс, за да го довърши. Резултатът е завладяващ трилър, който бележи триумфалното завръщане на частния детектив Майк Хамър след дванадесетгодишно прекъсване, както с този, така и с други довършени от Колинс романи по идея на Спилейн.
Над 250 милиона копия от книгите на Спилейн са продадени в света. До 1980 г. Спилейн създава седем от петнадесетте най-високо тиражирани книги на всички времена в Щатите. Обявен е за майстор на мистериите на Америка през 1995 г.

## Произведения

### Самостоятелни романи
- Дългото очакване, The Long Wait (1951)
- На дъното, The Deep (1961)
- Фактор Делта, The Delta Factor (1967)
- Секс капан, The Erection Set (1972)
- Последното бивше ченге, The Last Cop Out (1973) – написана в трето лице
- The Day the Sea Rolled Back (1979)
- The Ship That Never Was (1982)
- Нещото там, Something Down There (2003) – Мако Хукър (шпионин)
- Мъртва улица, Dead Street (2007) – завършен от М. А. Колинс
- The Consummata (2011) – с Макс Алън Колинс

### Серия „Майк Хамър“ (Mike Hammer)
1. Аз съм съдът, I, the Jury (1947)
2. Отмъщението е мое, Vengednce Is Mine (1950)
3. Бърз е моят револвер, My Gun is Quick (1950)
4. Една самотна нощ, One Lonely Night (1951)
5. Голямото убийство, The Big Kill (1951)
6. Целуни ме, убийствено, Kiss Me, Deadly (1952)
7. Ловци на момичета, The Girls Hunters (1962)
8. Змията, The Snake (1964)
9. Измамни работи, The Twisted Thing (1966)
10. Тела, родени за бикини, The Body Lovers (1967)
11. Оцеляване нула, Survival Zero (1970)
12. Убиецът, The Killing Man (1989) – награда „Шамус“
13. Черната алея / Тъмната уличка, Black Alley (1996)
::Романи завършени от Макс Алън Колинс
14. Костта на Голиат, The Goliath Bone (2008)
15. Големия удар, The Big Bang (2010)
16. Целувка за довиждане, Kiss her Goodbye (2011)
17. Умри скъпа!, Lady, Go Die! (2011)
18. Комплекс 90, Complex 90 (2012)
19. Кралят на тревата, King of the Weeds (2012)

- Skin (2012) – с Макс Алън Колинс
- From the Files of...Mike Hammer: The complete Dailies and Sundays Volume 1 (2013) – с Джо Гил и Ед Робинс
- Kill Me, Darling (2015) – с Макс Алън Колинс

### Серия „Тайгър Мен“ (Tiger Mann)
1. Ден на оръжията, Day of the Guns (1964)
2. Кървав изгрев, Bloody Sunrise (1965)
3. Търговци на смърт, The Death Dealers (1965)
4. Двоен контрол, The By-Pass Control (1966)

### Серия „Калеб Йорк“ (Caleb York Western) – с Макс Алън Колинс
1. The Legend of Caleb York (2015)

### Сборници
- На мен, гангстера, Me Hood (1963)
- Завръщането на гангстера, Return of the Hood (1964)
- Летецът, The Flier (1964)
- Убиецо мой, Killer Mine (1965)
- The Tough Guys (1969)
- Vintage Spllane (1974)
- Tomorrow I Die (1984)
- It's in the Book (2014) – с Макс Алън Колинс